# Carlos Álvarez-Nóvoa
Carlos Álvarez-Nóvoa Sánchez, né en 1940 à La Felguera (Espagne) et mort le 23 septembre 2015 à Séville (Espagne), est un metteur en scène, écrivain, acteur et conférencier espagnol.

## Biographie
Carlos Álvarez-Nóvoa a remporté le prix Goya 2000 du meilleur nouvel acteur pour sa performance en tant que Vecino dans Solas.
Carlos Álvarez-Nóvoa meurt le 23 septembre 2015 d'un cancer du poumon à l'âge de 75 ans.

## Filmographie (sélection)
| Année | Titre                 | Rôle             | Remarques               |
| ----- | --------------------- | ---------------- | ----------------------- |
| 1997  | Lucía, Lucía          |                  |                         |
| 1999  | Solas                 |                  |                         |
| 2002  | Magic Bay             |                  |                         |
| 2005  | Elsa et Fred          |                  |                         |
| 2011  | Chrysalis             |                  |                         |
| 2015  | La novia              | Padre            | Réalisé par Paula Ortiz |
| 2015  | Carlos, rey emperador | Léonard de Vinci | série télévisée         |

## Récompenses et distinctions
- (en) Carlos Álvarez-Nóvoa Sánchez: Awards, sur l'Internet Movie Database